# Dècada del 1840
Formalment, la dècada del 1840 comprèn el període que va des de l'1 de gener de 1840 fins al 31 de desembre de 1849.

## Política

### Europa
L'ascens del liberalisme a Europa va veure's marcat per la revolució de 1848, una onada contra l'absolutisme i a favor dels drets civils que va sacsejar diverses nacions. Per primer cop van unir-se interessos dels burgesos i dels obrers, ja que ambdós reclamaven més participació en el poder i reformes polítiques. Malgrat que van ser durament reprimides per les monarquies absolutistes, van significar un punt d'inflexió decisiu per al canvi de règim, com per exemple a França, on s'originaren les revoltes. Aquesta onada, coneguda com la "Primavera dels Pobles", va tenir una gran influència també a la cultura. A Espanya, s'acaba la segona guerra carlina i es reafirma el poder d'Isabel II d'Espanya.

### Amèrica
Es crea la Província Unida del Canadà, on la colònia reconeix el pes britànic sobre les aspiracions franceses al continent. Més al sud, els estatunidencs vencen a la segona de les guerres Seminola i d'aquesta manera acceleren l'expansió cap a l'oest. L'extrem meridional sud-americà serveix de base per a l'exploració de l'Antàrtida.

### Àfrica
L'imperialisme europeu continua a Àfrica, amb moviments per aconseguir imperis continus i el control de les matèries primeres, amb l'excepció de Libèria, convertida en un símbol de la resistència i de la lluita contra l'esclavatge.

### Àsia i Oceania
Continua l'imperialisme a aquesta regió del món. Amb el Tractat de Nanjing es posa fi a la guerra de l'opi entre xinesos i britànics i aquests segons guanyen el control de diversos ports i de Hong Kong (que duraria fins a 1997). Aquest tractat va ser vist pels xinesos com una humiliació i va suposar l'inici de la crisi de la dinastia Qing. El control occidental s'incrementa al sud del continent i les illes d'Oceania, amb diversos enfrontaments comercials i polítics per assegurar-se l'hegemonia territorial. En aquest context, la victòria afganesa a la Primera guerra angloafganesa ha de ser vista com una excepció en aquest moviment imperialista, ja que els afganesos no solament van derrotar els britànics sinó que van assegurar la seva independència durant anys. Per contra, el govern britànic a l'Índia es va consolidar amb diverses victòries sobre províncies rebels.

## Ciència i tecnologia
Pel que fa a les matemàtiques, l'anglès William Rutherford va proposar una aproximació de la constant π de fins a 208 dígits el 1841, tanmateix, es va demostrar posteriorment que només 152 dels calculats eren correctes, malgrat això, superava el rècord anterior fixat pel suís Jurij Vega el 1789 amb els 126 primers dígits correctes.
El gran descobriment astronòmic de la dècada va ser l'observació per primer cop del planeta Neptú de la mà dels astrònoms alemanys Johann Gottfried Galle i Heinrich Louis d'Arrest la nit del 23 al 24 de setembre de 1846 a l'observatori de Berlín seguint les prediccions matemàtiques de l'astrònom britànic John Couch Adams i el francès Urbain Le Verrier. Pràcticament dos anys després, el setembre del 1948, es produí una segona descoberta important; l'equip pare-fill William Cranch Bond i George Phillips Bond per una banda i dos dies després William Lassell per l'altra observaven la lluna de Saturn hiperió. La seva forma irregular la convertia en la primera lluna no rodona que es descobria.
En el camp de la física, Christian Doppler proposa l'efecte Doppler el 1842 i consisteix en la variació de la freqüència de qualsevol ona emesa per un objecte en moviment. Julius Robert von Mayer proposa que el treball i la calor són equivalents el 1842. A l'any següent, James Joule troba experimentalment l'equivalent mecànic de la calor. El 16 d'octubre de 1843 William Rowan Hamilton descobreix el càlcul de quaternions i dedueix que és no commutativa. Pierre Alphonse Laurent publica per primer cop el 1843 el teorema d'expansió de Laurent, encara que Karl Weierstrass podria haver-lo descobert el 1841 malgrat no haver-ho publicat molts més anys endavant quan Weierstrass ja havia mort.
Joseph Liouville va provar l'existència de nombres transcendents el 1844. El 1846 Augustin-Louis Cauchy va publicar el Teorema de Green que és un cas especial del més general teorema de Stokes. L'any següent, el 1847, Johann Benedict Listing publica Vorstudien zur Topologie a Göttingen que destaca per introduir per primer cop el terme topologia en una obra.
Possiblement un dels grans esdeveniment de la dècada va ser la traducció a l'anglès i l'ampliació de les notes de Menabrea sobre la màquina analítica de Charles Babbage per part d'Ada Lovelace l'any 1843; entre les aportacions d'Ada hi havia un algoritme per calcular una seqüència de nombres de Bernoulli i el qual és considerat el primer programa informàtic de la història.

## Literatura
La literatura d'aquest període s'emmarca al romanticisme o al realisme segons l'autor i el país d'origen, ja que és una dècada de transició en molts indrets. Típicament romàntics són els Misteris d'Eugène Sue, on els capítols barregen personatges extrems, malvats i ambientació fosca juntament amb sentiments elevats i un cert regust de novel·la gòtica, o Els tres mosqueters, on les aventures dels herois barregen amor i episodis d'intriga en un marc ubicat al passat. En aquests anys es publiquen llibres que donen peu a alguns dels arquetips romàntics, com Carmen o el Don Juan de José Zorrilla y Moral. Les obres de les tres germanes Brontë desenvolupa també alguns dels temes del romanticisme, en especial les ànimes torturades i la barreja de terror i amor.
En canvi, es poden titllar com a realistes les novel·les russes del període, entre les quals destaquen Ànimes mortes i Un heroi del nostre temps. Alguns dels grans autors del realisme francès i anglès, com Dickens o Balzac, publiquen de forma activa durant la dècada de 1840. Les seves novel·les, publicades per entregues, retraten els ambients contemporanis als lectors i les aventures dels protagonistes inclouen forts components de crítica social. Els crims de la Rue Morgue crearà les bases del gènere policíac modern, que es conrearà des de la segona meitat del segle xix.

## Esdeveniments
- Ús del primer segell com a franqueig de cartes postals
- Guerres de l'opi a la Xina
- Descobert el planeta Neptú
- Inauguració del Gran Teatre del Liceu a Barcelona
- 1848 - Primer ferrocarril de la península Ibèrica entre Barcelona i Mataró
- Revolució de 1848 o Primavera dels pobles
- Divisió d'Etiòpia en quatre estats
- S'instaura a Alemanya una assegurança precedent de la Seguretat Social
- Colonització britànica de Nova Zelanda
- Fam a Irlanda, que provoca l'emigració de milers de persones
- S'usa per primer cop l'anestèsia general
- Invenció del telègraf
- Publicació del Manifest Comunista
- Invenció del saxòfon

## Personatges destacats
- Joaquín Baldomero Fernández Álvarez Espartero
- Otto von Bismarck
- Samuel Morse
- Karl Marx
- Friedrich Engels
- Søren Kierkegaard
- Francesc Josep I d'Àustria
- Isabel II d'Espanya
- Victòria I del Regne Unit
- Alexandre Dumas (pare)